# Anghelu Caria
Anghelu Caria (Nuoro, 1947 - 1996) fou un polític sard, d'orientació marxista i independentista. Passà la infantesa a Roma, on hi va fundar el 1968 l'organització marxista-leninista Stella Rossa amb Vincenzo Calò i Gian Piero Cerichelli, que el 1970 es va estendre pel Laci, Toscana i Emília.
El 1972 tornà a Sardenya. Influït per Antoni Simon i Mossa i Michelangelo Pira, s'hi interessa per la qüestió nacional sarda, el dret d'autodeterminació del poble sard, la situació de diglòssia del sard vers l'italià, així com el colonialisme econòmic i social, la industrialització i les bases militars. Així el 1973 fundà Su Populu Sardu amb Diego Corraine, Mario Carboni, Lorenzo Palermo i Elisabetta Carboni, d'inspiració marxista-leninista i independentista, que es presentà a les eleccions regionals de Sardenya de 1979 en coalició amb el Partit Sard d'Acció. Això provocaria divisions en el moviment, i alguns dels membres del partit (Carboni i Palermo) ingressaren al PSDAZ.
El 1982 amb Bustianu Cumpostu, Serafino Sale, Sandro Murgia, Franco Carta, Rafael Caria (del grup Sardinya i llibertat de l'Alguer), fundà el partit Sardigna e Libertade, que es destacà en la lluita contra la repressió policial i la defensa dels presoners polítics independentistes. El 1984 fundà el Partidu Indipendentista Sotzialista Libertariu, amb Bainzu Piliu, però poc després trencaren i fundà el Partitu Sardu Indipendentista.
El 1994 va fundar amb Bustianu Compustu el moviment Sardigna Natzione, que es va aliar electoralment novament amb el PSAZ, però amb resultats molt discrets. Malalt d'hemofília, el 1996 va morir d'hepatitis C agafat durant una transfusió.